# Lista de pinturas de Ernesto Condeixa

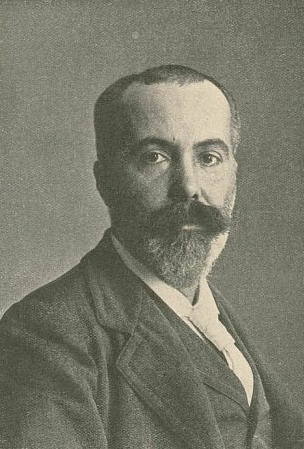
Ernesto Condeixa (foto de 1904)

Esta é uma lista de pinturas de Ernesto Condeixa, lista não exaustiva das pinturas deste pintor, mas tão só das que como tal se encontram registadas na Wikidata.
A lista está ordenada pela data da publicação de cada pintura. Como nas outras listas geradas a partir da Wikidata, os dados cuja designação se encontra em itálico apenas têm ficha na Wikidata, não tendo ainda artigo próprio criado na Wikipédia.
Ernesto Condeixa (1857-1933) estudou na Academia de Belas-Artes de Lisboa, onde foi discípulo de Miguel Ângelo Lupi. Em 1880 venceu um concurso para bolsa de estudo em Paris onde frequentou o atelier de Alexandre Cabanel. Pintor naturalista, Ernesto Condeixa dedicou-se à pintura histórica, de que é exemplo o melodramático D. João II perante o Cadáver do Filho, exposto no Salon de Paris em 1886 e que lhe valeu algum reconhecimento, e O Beija-Mão a D. Leonor Teles, também de 1896. No conjunto de obras históricas incluem-se ainda El-rei D. Fernando e o infante D. Dinis (1896), Recepção feita pelo Samorim a Vasco da Gama (1899), Conquista de Malaca (1903), Vasco da Gama no Cabo das Tormentas (1905) e Adamastor (1905). Dedicou-se também ao retrato, em que se insere o seu Auto-Retrato (1887), e surge como paisagista sensível, com influências da escola de Barbizon. Como pintor de figuras populares utilizou uma linguagem mais convencional, como em A Caminho da Fonte (1894). Realizou ainda decorações para várias salas do Museu Militar de Lisboa, em Lisboa, do Palácio Real do Buçaco e do Palácio de Santana, nos Açores.
| Imagem | Título                                            | Data           | Retrata                               | Coleção                                          | Descrito em |
| ------ | ------------------------------------------------- | -------------- | ------------------------------------- | ------------------------------------------------ | ----------- |
|        | Na Eira                                           | 1882           |                                       | Museu de José Malhoa                             |             |
|        | Figura feminina                                   | 1884           |                                       | No/unknown value                                 |             |
|        | Retrato de D. Emília Condeixa                     | 1886           |                                       | Museu Nacional de Arte Contemporânea do Chiado   |             |
|        | Nossa Senhora da Conceição                        | 1892           | Imaculada Conceição                   | Santuário de Nossa Senhora da Conceição da Rocha |             |
|        | A caminho da fonte                                | 1894           |                                       | Museu Nacional de Arte Contemporânea do Chiado   |             |
|        | Vista de praia com pescador                       | 1896           |                                       | No/unknown value                                 |             |
|        | Carro de bois                                     | século XIX     |                                       | No/unknown value                                 |             |
|        | Conquista de Malaca (estudo)                      | década de 1900 | Afonso de Albuquerque Malaca          | No/unknown value                                 |             |
|        | Paisagem                                          | século XIX     |                                       | No/unknown value                                 |             |
|        | Paisagem campestre com a serra de Sintra ao fundo | século XIX     |                                       | No/unknown value                                 |             |
|        | Paisagem com casa                                 | século XIX     |                                       | No/unknown value                                 |             |
|        | Paisagem com rio                                  | século XIX     |                                       | No/unknown value                                 |             |
|        | Pedro e Inês                                      | século XIX     | Inês de Castro Pedro I de Portugal    | No/unknown value                                 |             |
|        | Rainha D. Amélia e meninos                        | 1900           | Amélia de Orleães                     | Instituto Nacional de Saúde Dr. Ricardo Jorge    |             |
|        | Retrato do escultor Alberto Nunes                 | século XIX     | António Alberto Nunes                 | No/unknown value                                 |             |
|        | Vindima                                           | século XIX     |                                       | No/unknown value                                 |             |
|        | Vista de cidade com castelo                       | século XIX     | Leiria Castelo de Leiria Sé de Leiria | No/unknown value                                 |             |
|        | Conquista de Malaca                               | 1903           | Conquista de Malaca                   |                                                  |             |
|        | Figuras junto às rochas a observar o mar          | 1903           |                                       | No/unknown value                                 |             |
|        | Natureza morta com flores                         | 1910           | flor                                  | No/unknown value                                 |             |
|        | Latoeiro                                          | século XX      | latoeiro                              | No/unknown value                                 |             |
|        | Natureza morta com flores                         | século XX      |                                       | No/unknown value                                 |             |
|        | Natureza morta com rosas                          | século XX      |                                       | No/unknown value                                 |             |

∑ 23 items.